# Bonobo
Bonobo (Pan paniscus) denumit anterior cimpanzeul pitic sau mai rar, cimpanzeul zvelt sau cimpanzeul gracil este un animal non-uman și specie de maimuțe antropoide pe cale de dispariție și una dintre cele două specii care formează genul Pan, cealaltă fiind cimpanzeul comun (Pan troglodytes). Deși bonobii nu sunt o subspecie a cimpanzeului  (Pan troglodytes), ci mai degrabă o specie distinctă, ambele specii sunt uneori denumite în mod colectiv folosind termenul generalizat cimpanzei.
Din punct de vedere taxonomic, membrii subtribului Panina cimpanzeu / bonobo (compus în întregime din genul Pan) sunt denumiți în mod colectiv panini.
Deși numele de cimpanzeu este uneori folosit pentru a desemna ambele specii împreună, aceasta este de obicei folosit pentru a-l desemna pe cimpanzeul obișnuit, în timp ce cimpanzeul paniscus este, de obicei menționat ca bonobo. Se distinge prin picioarele relativ lungi, buzele roșii, fața închisă la culoare și coada în formă de smoc la maturitate, părul lung cu cărare de pe capul său. Bonobo se găsește într-o zonă 500,000 km² din bazinul fluviului Congo, în Republica Democrată Congo, Africa Centrală. Specia este omnivoră și populează pădurile, inclusiv pădurile mlăștinoase sezonier inundate.
Bonobo este cunoscută în special pentru standardele sale ridicate în privința comportamentului sexual. Activitățile sexuale își fac apariția în situațiile de conciliere a conflictelor, în exprimarea afecțiunii, ca expresie recunoscută a statutului social, ca rezolvare a stărilor de excitație și în scopul reducerii stresului. El se manifestă în aproape toate combinațiile dintre parteneri și printr-o varietate de poziții. Acesta este un factor determinant pentru explicarea nivelurilor scăzute de agresiune observate la bonobo în comparație cu cimpanzeul obișnuit și cu alte maimuțe. Bonobo sunt percepute ca fiind matriarhale: femeile tind să domine în mod colectiv bărbații și fac alianțe pentru a-și folosi sexualitatea în controlul masculilor. Locul unui mascul în ierarhia socială este deseori determinat de rangul mamei sale.
Împreună cu cimpanzeul obișnuit, bonobo este cea mai apropiată specie extantă de om. Deoarece niciuna dintre cele două specii ale genului pan nu este bună înotătoare, este posibil ca formarea râului Congo cu circa 1,5-2 milioane de ani în urmă să fi dus la speciația bonoboului. Ei trăiesc în sudul fluviului și astfel au fost separați de strămoșii lor, cimpanzeii obișnuiți, care locuiesc pe malul nordic. Nu există date concrete privind numărul populației de bonobo, dar se estimează a fi între 29.500 și 50.000 de indivizi. Specia este listată ca fiind pe cale de dispariție pe Lista roșie a IUCN și este amenințată prin distrugerea habitatului și prin creșterea populației umane, iar braconajul în scopuri comerciale este cea mai importantă amenințare. În mod uzual în captivitate trăiește 40 de ani, dar durata sa de viață în sălbăticie nu este cunoscută.

## Taxonomie
Bonobo a fost clasificat prima dată ca un taxon distinct în 1928 de către anatomistul german Ernst Schwarz pre bazat pe unui craniu de la Muzeul Regal pentru Africa Centrală din Tervuren (Belgia), care anterior fusese descris aparținând unui juvenil al cimpanzeului comun (Pan troglodytes). Ernst Schwarz și-a publicat descoperirile în 1929, clasificându-l pe bonobo ca subspecie a cimpanzeului comun. În 1933, anatomistul american Harold Coolidge l-a ridicat la statutul de specie. Diferențele majore de comportament între bonobo și cimpanzeii comuni au fost discutate pentru prima dată în detaliu de zoologistul austriac Eduard Paul Tratz și biologul german Heinz Heck la începutul anilor 1950. În prezent, bonobo și cimpanzeii sunt cele două specii care alcătuiesc genul Pan.

## Caracteristici fizice

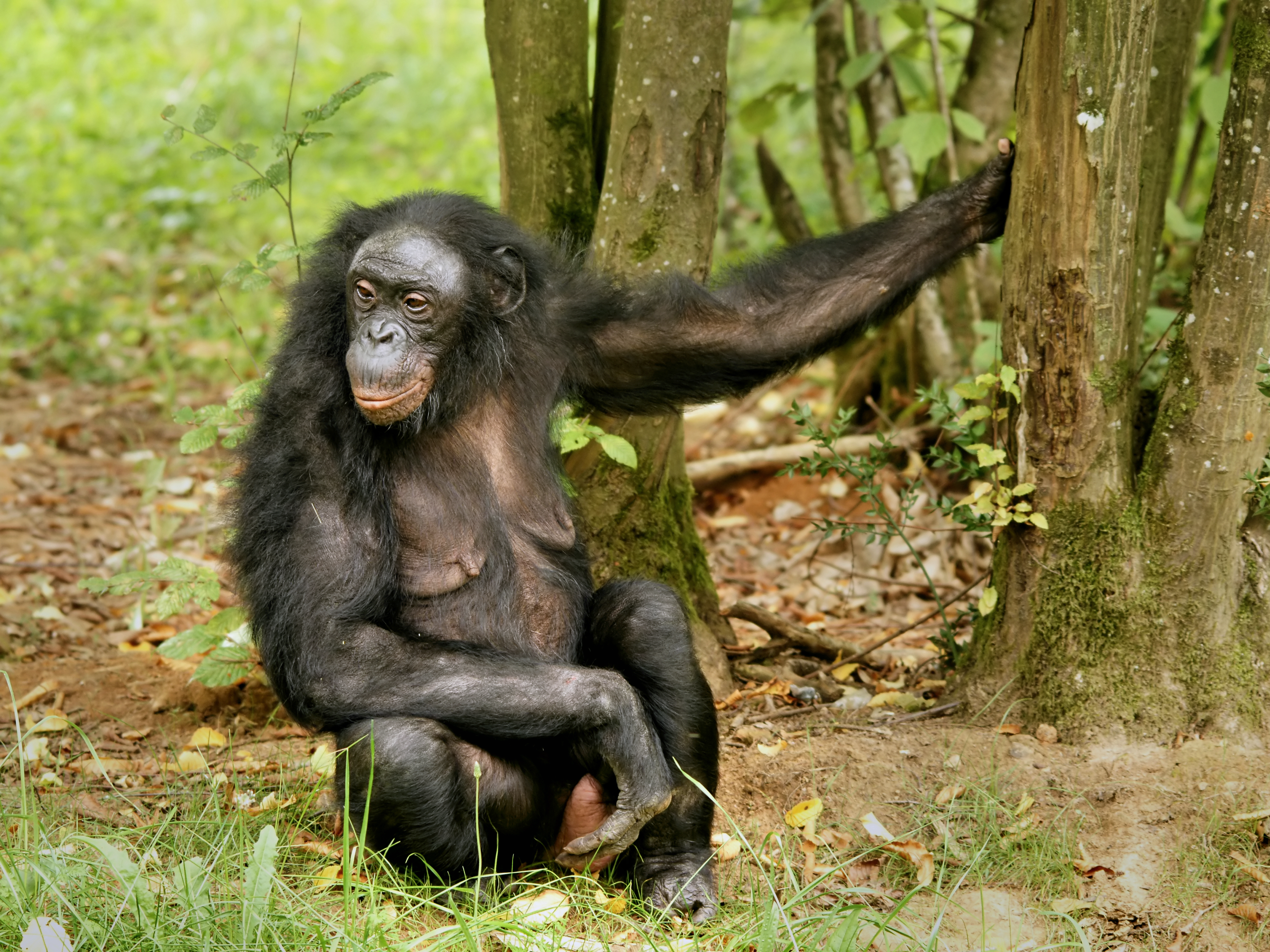
Femală Bonobo

Bonobo este considerat uneori a fi mai zvelt decât cimpanzeul obișnuit, iar femelele sunt ceva mai scunde decât masculii. Capul lor este mai mic decât cel al cimpanzeului obișnuit cu arcada sprâncenelor mai puțin proeminentă. Au o față neagră cu buze roz, urechile mici, nările largi și părul de pe cap lung. Femelele au sânii ceva mai proeminenți în contrast cu sânii aproape plați ai altor maimuțe, deși nu atât de mari ca și cei ai oamenilor. Bonobo are de asemenea partea superioară a corpului zveltă cu umerii înguști, gâtul subțire iar picioarele sunt lungi în comparație cu cimpanzeul obișnuit.
Bonobo sunt atât terestre și arboricole. Locomoția terestră este caracterizat de mersul patruped. Mersul biped a fost înregistrat în mai puțin de 1% din locomoția terestră din sălbăticie, în timp ce în captivitate există o mare diversitate. Mersul biped în captivitate, ca un procent din locomoția patrupedă, a fost înregistrat între 3,9% până aproape de 19%, atunci când produsele alimentare sunt din abundență. Aceste caracteristici fizice și postura verticală dau bonoboului un aspect mai asemănător cu cel al oamenilor decât cel al cimpanzeului obișnuit. Bonobo are de asemenea caracteristici faciale extrem de individualizate asemenea oamenilor astfel încât un individ bonobo poate să arate în mod semnificativ diferit de la un altul, o caracteristică adaptată pentru recunoașterea facială în interacțiunea socială.

## Dieta
Acest primat este în principal frugivor, trăind cu fructe și consumă suplimente cu frunze și carne de la vertebratele mici, cum ar fi veverițele zburătoare și duikerii, precum și nevertebrate.
Sunt singurele primate care vânează alte primate din clase diferite însă s-au observat, deși rare, și acte de canibalism.

## Comportamentul social și sexual
Primatologul Frans de Waal susține că bonobo sunt capabile de altruism, compasiune, empatie, bunătate, răbdare și sensibilitate.
Sunt singurele primate care fac sex față în față, tot timpul anului. Au o societate matriarhală și fără pruncucidere cu comportament preponderent bisexual. 
S-a observat în mediul natural că acestea comunică în cerc folosind peste 1000 de sunete diferite. Un mascul de Bonobo, botezat Kanzi, a fost învățat să comunice cu oamenii prin combinații de ideograme dar și sunete complexe utilizînd, comparativ cu exprimarea vocală, combinații de ideograme de peste 340 de simboluri diferite, toate aceste reușite datorându-se antropologului Sue Savage-Rumbaugh. Ca exemplu, primata Kanzi a reușit să transmită antropologilor care îl analizau faptul că dorește mai des pizza. Acesta făcând o exprimare vocală dar și utilizând o combinație intre cele două ideograme din tabele, anume indicând simultan ideogramele pâine și roșie. Experimentele au fost replicate cu succes cu alte primate Bonobo aflate în captivitate.
Sunt singurele animale non-umane cărora nu le este frică de foc și îl stăpânesc.

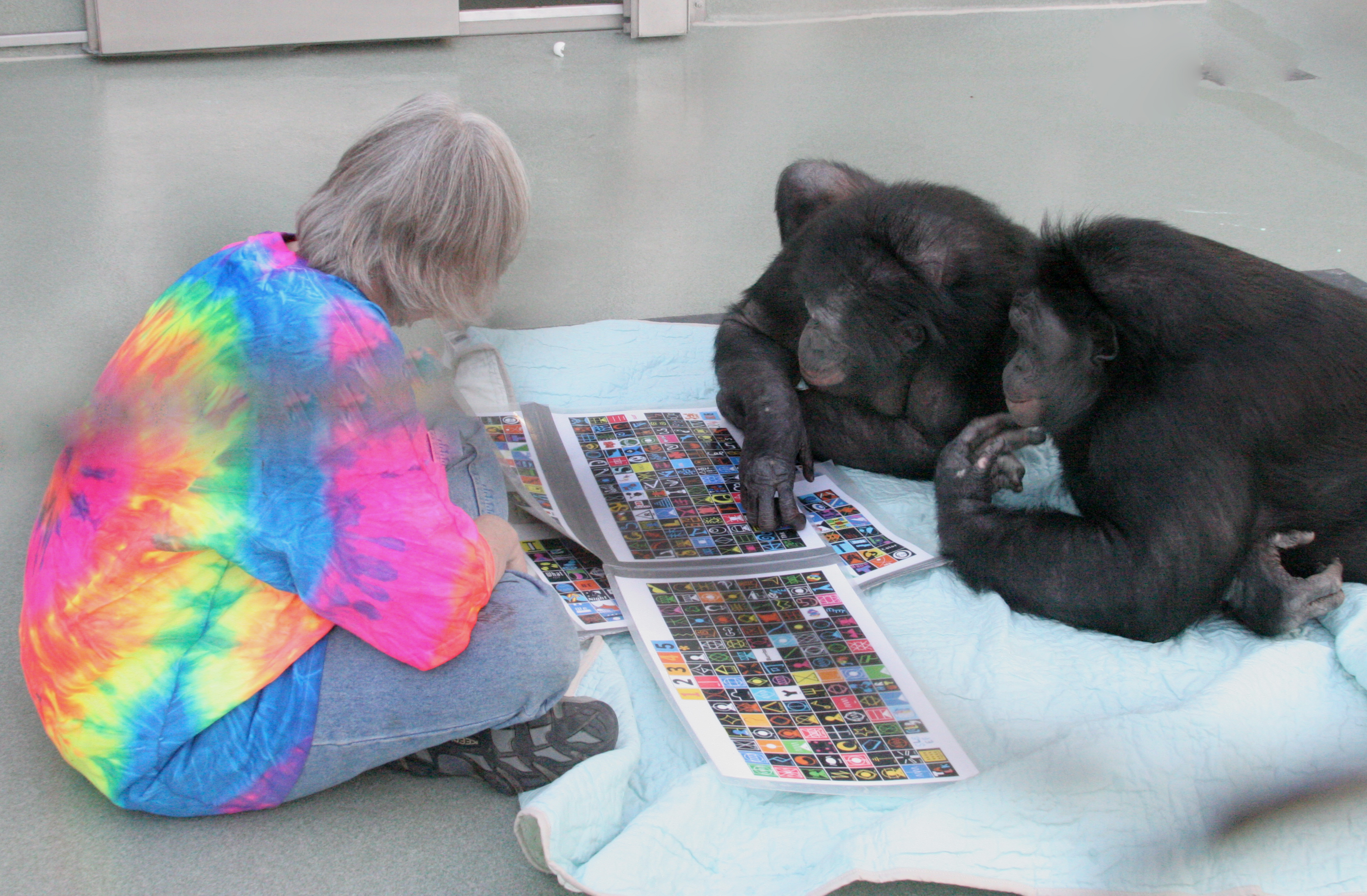
Kanzi și Panbanisha împreună cu Sue Savage-Rumbaugh învățând un tabel de ideograme.

Bonobo formează o societate matriarhală, neobișnuită printre maimuțe.  Sunt cele mai apropiate din punct de vedere genetic de oameni. Sunt pe deplin bisexuale: atât masculii, cât și femele se angajează în comportamente heterosexuale și homosexuale, fiind menționate în special sexul femelă-femelă,  Aproximativ 60% din întreaga activitate sexuală bonobo apare între două sau mai multe femele. În timp ce sistemul de conexiune homosexuală între primatele bonobo reprezintă cea mai mare frecvență de homosexualitate cunoscută la orice specie de primate, homosexualitatea, indiferent de sex, a fost raportată pentru toate maimuțele mari (un grup care include oamenii), precum și pentru o serie de alte specii primate. Un individ care nu acceptă relații sexuale cu parteneri de același sex este exclus din grup.     
Primatologul olandez Frans de Waal, care a observat și filmat pe larg bonobo, a crezut că activitatea sexuală este modalitatea bonobo de a evita conflictul. Orice lucru care trezește interesul a mai mult de un bonobo la un moment dat, nu doar mâncare, are tendința de a duce la contact sexual. Dacă doi bonobos se apropie de o cutie de carton aruncată în incintă, se vor împerechea scurt unul pe altul înainte de a se juca cu cutia. Astfel de situații duc la conflicte în majoritatea celorlalte specii. Dar bonobo sunt destul de toleranți, poate pentru că folosesc sexul pentru a deturna atenția și pentru a dezamorsa tensiunea.  
Sexul la bonobo apare adesea în contexte agresive total fără legătură cu alimentele. Un mascul gelos ar putea alunga un alt individ de langă o femelă, după care cei doi masculi se reunesc și se angajează în frecare scrotală. Sau după ce o femelă lovește un pui, mama acestuia din urmă poate să devină agresor, acțiune care este urmată imediat de frecarea genitală între cei doi adulți.
Bonobo se excită foarte ușor și exprimă această emoție într-o varietate de poziții și contacte genitale. Deși practic cimpanzeii nu adoptă niciodată poziții față în față, doar bonobo fac acest lucru. Mai mult, orientarea frontală a vulvei bonobo și a clitorisului asigură că organele genitale feminine sunt adaptate pentru această poziție. O altă asemănare cu oamenii este receptivitatea sexuală crescută a femelelor. Faza tumescentă a organelor genitale de sex feminin rezultă în o umflare roz care semnalează disponibilitatea de a se imperechea, mai frecvent la bonobo decât la cimpanzei.
În afară de câteva zile de ciclu menstrual, femela bonobo este aproape continuu activă sexual.